# Скандал (филм)
Скандал је јапански филм из 1950. који је режирао Акира Куросава.